# Crepidium langkawiense
Crepidium langkawiense là một loài thực vật có hoa trong họ Lan. Loài này được (Seidenf. & J.J.Wood) Szlach. mô tả khoa học đầu tiên năm 1995.